# Chikkondihalli, Arsikere
Chikkondihalli là một làng thuộc tehsil Arsikere, huyện Hassan, bang Karnataka, Ấn Độ.